# 豊栄村 (愛知県)
豊栄村（とよさかむら）は、かつて愛知県東加茂郡にあった村。
現在の豊田市の一部（松平地区の一部と足助地区の下平町・岩谷町など）に該当する。

## 歴史
- 1874年（明治7年） -
  - 篠平村が南篠平村に改称する。
  - 宮口村が東宮口村に改称する。
- 1889年（明治22年）10月1日 - 所石村、簗山村、提立村、 椿木村、歌石村、大田村、茅原村、羽明村、大津村、大楠村、下屋敷村、杉ノ木村、仁王村、正作村、東宮口村、真垣内村、南篠平村、日明村、下平村、岩谷村、二口村が合併し、豊栄村が発足。
- 1906年（明治39年）5月1日 -
  - 豊栄村の大部分（所石・簗山・提立村・椿木・歌石・大田・茅原・羽明・大津・大楠・下屋敷・杉ノ木・仁王・正作・東宮口・真垣内・南篠平・日明・二口）は、松平村、小川村、志賀村、穂積村の一部[1]と合併し、松平村が発足。同日豊栄村は廃止。
  - 豊栄村の一部（下平・岩谷）は、盛岡村、金沢村の一部[2]、穂積村の一部[3]と合併し、盛岡村が発足。